# Concepción de Ruiz
Concepción de Ruiz är en ort i Mexiko.   Den ligger i kommunen Pénjamo och delstaten Guanajuato, i den centrala delen av landet, 280 km väster om huvudstaden Mexico City. Concepción de Ruiz ligger 1 691 meter över havet och antalet invånare är 509.
Terrängen runt Concepción de Ruiz är huvudsakligen platt, men österut är den kuperad. Runt Concepción de Ruiz är det ganska tätbefolkat, med 124 invånare per kvadratkilometer. Närmaste större samhälle är Abasolo, 11,3 km nordost om Concepción de Ruiz. Trakten runt Concepción de Ruiz består till största delen av jordbruksmark.